# Five More Days 'til Christmas
«Five More Days 'til Christmas» es una radio-single de The Cheetah Girls de su álbum de Navidad Cheetah-licious Christmas. Se estrenó oficialmente en Radio Disney el 12 de diciembre de 2005.

## Video musical
Por ser un sencillo para radio, nunca se hizo un video.

## Trivia
- The Cheetah Girls realizaron esta canción en el Macy's Thanksgiving Day Parade 2005.